# 헬로 임꺽정
"헬로 임꺽정"은 1987년에 개봉한 대한민국의 영화이다.

## 캐스팅
- 이한수
- 김명곤
- 한애경
- 임명성
- 김기주
- 조춘
- 홍성민
- 오승명
- 전인택
- 천호진
- 남포동
- 문창근
- 여수연
- 양택조
- 박상조
- 박용팔
- 김예성
- 임해림
- 나갑성
- 김경란
- 김정하
- 김애라
- 길달호
- 박부양
- 조은혜
- 유일문
- 신찬일
- 최재호
- 윤일주
- 박광진
- 김기범
- 홍충길
- 추봉
- 박종설
- 박세범
- 박희진
- 심재천
- 채관석
- 천은영
- 황춘수
- 원진
- 이재규
- 조자룡
- 김선도
- 임남순
- 김영규
- 함철훈
- 김정욱
- 박영주
- 김혜란
- 송미경
- 이경혜
- 남유리
- 하순옥
- 하동훈
- 주한울
- 이영하 (우정출연)
- 김추련 (우정출연)